# Leptopelis bequaerti
Leptopelis bequaerti är en groddjursart som beskrevs av Arthur Loveridge 1941. Leptopelis bequaerti ingår i släktet Leptopelis och familjen Arthroleptidae. IUCN kategoriserar arten globalt som otillräckligt studerad. Inga underarter finns listade i Catalogue of Life.